# Jan Poortvliet
Jan Poortvliet (ur. 21 września 1955 w Arnemuiden) – holenderski piłkarz, grający na pozycji lewego obrońcy.

## Życiorys
Z reprezentacją Holandii, w której barwach od 1978 do 1982 roku rozegrał 19 meczów i strzelił 1 bramkę, zdobył wicemistrzostwo świata w 1978 roku. Był zawodnikiem PSV Eindhoven, z którym w 1978 triumfował w rozgrywkach o Puchar UEFA, a także Rody Kerkrade, francuskich Nîmes Olympique oraz AS Cannes, belgijskich Royal Antwerp FC oraz Eendrachtu Aalst i VC Vlissingen Zeeland. Po zakończeniu kariery został trenerem i szkolił m.in. piłkarzy Stormvogels Telstar (2002–2005).